# Escut de Rafelcofer
L'escut de Rafelcofer és un símbol representatiu oficial del municipi de Rafelcofer, del País Valencià, a la comarca de la Safor. Té el següent blasonament:
| « | Escut quadrilong de punta redona, truncat. Al primer quarter, en camper d'atzur, una casa d'argent, maçonada i aclarida de sable. Al segon quarter, losanjat d'or i gules, que és Centelles. Al timbre, corona reial oberta, segons la tradició valenciana. | » |

## Història

Isotip utilitzat fins 2012.

L'escut fou aprovat per Resolució de 25 de juny de 2012 del conseller de Presidència, publicada al DOCV núm. 6.815 de 10 de juny de 2012.
La casa representa un rafal medieval idealitzat iconogràficament. El segon quarter són les armories dels Centelles, comtes d'Oliva i barons del castell i honor de Rebollet.
Anteriorment, al menys des de finals del segle xix, i fins 2012, Rafelcofer utilitzava com a escut i segell una paisatge amb una església i el seu campanar i una xicoteta casa o barraca. Podem trobar aquest escut en el respatller de la cadira de l'Alcaldia de la sala de plens de l'Ajuntament.
En l'Arxiu Històric Nacional es conserven les empremtes de tres segells en tinta, dues de l'Alcaldia i una de l'Ajuntament, de 1876. En una d'elles ja hi apareix aquest paisatge.

Alcaldia, AHN, 1876.
Ajuntament, AHN, 1876.
Alcaldia, AHN, 1876.